# 日曜ファミリードラマ
『日曜ファミリードラマ』（にちようファミリードラマ）は、1983年11月6日から1984年3月18日までTBS系列局が編成していたTBS製作のテレビドラマ放送枠である。編成時間は毎週日曜 20:00 - 20:54 （日本標準時）。

## 概要
TBS編成部はこの枠を「中学生・高校生を対象視聴者層の中心としながら、親子そろって観られるドラマ」として、当時の若手俳優・女優・歌手を起用した作品を放送していた。
放送開始前からラインナップが第3弾の作品まで一挙に公表されていた。しかし当初公表された第3弾作品は、この年1983年にNHK連続テレビ小説『おしん』でおしんの少女期を演じて人気を博した小林綾子の主演作品であり、これで準備が進められていたとされていたが、これは後に取り止めとなって1983年12月には以下の『少女が大人になる時 その細き道』に決定したと公表された。

## 放送作品一覧
- 私は負けない!ガンと闘う少女（1983年11月6日 - 1983年12月25日、全8話）
- 探偵物語（1984年1月8日 - 1984年1月29日、全4話）
- 少女が大人になる時 その細き道（1984年2月5日 - 1984年3月18日、全7話）